# Thorvald Niss

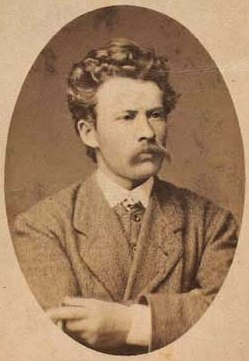
Thorvald Niss 1874

Thorvald Simeon Niss (Assens, 7 mei 1842 - Frederiksberg, 11 mei 1905) was een Deens kunstschilder. Hij behoorde tot de Skagenschilders en werkte voornamelijk in een impressionistische stijl.

## Leven en werk
Niss was de zoon van kunstschilder Niels Frederik Niss, die hem aanvankelijk zelf opleidde. Hij werd decorateur bij de Koninklijke porseleinfabriek. Daarnaast volgde hij lessen aan de Koninklijke Deense Kunstacademie in Kopenhagen. Tussendoor, in 1864, diende hij als vrijwilliger in de Tweede Duits-Deense Oorlog.
Niss huwde in 1872 Caroline Christensen, die echter in 1875 overleed. In 1877 koos hij definitief voor het kunstenaarschap. Behalve op het kunstschilderen legde hij zich ook toe op het etsen en het fotograferen. Niss hertrouwde in 1881 met koopmansdochter Frederikke Møller. Hij verbleef regelmatig in Skagen om er te schilderen met de Skagenschilders en werkte overwegend in een impressionistische stijl. In 1889 en 1892 maakte hij reizen naar Parijs (waar hij onder de indruk raakte van Claude Monet), Italië en Griekenland.
Niss was in zijn tijd een gevierd kunstschilder, aanwezig op internationale tentoonstellingen en meermaals onderscheiden, onder andere in 1892 met de Orde van de Dannebrog. Hij won medailles op de Wereldtentoonstelling van 1889 en de Wereldtentoonstelling van 1900 te Parijs. Hij was lid van de Deense academie.
Niss kampte op latere leeftijd met psychische problemen en overleed in 1905, op 63-jarige leeftrijd, in hetzelfde jaar als zijn tweede vrouw. Werk van hem is onder andere te zien in het Statens Museum for Kunst en het Nationalmuseet te Kopenhagen, en in het Skagens Museum.

## Galerij

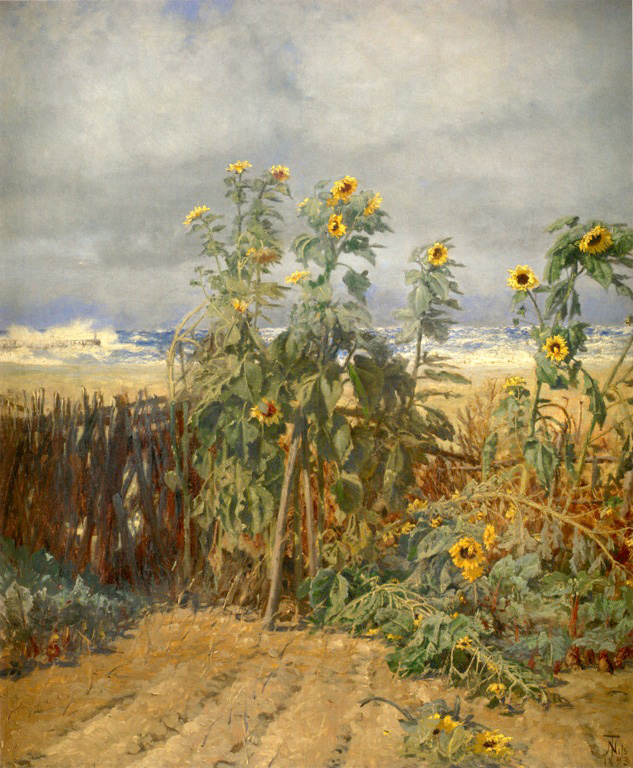
Zonnebloemen op het strand
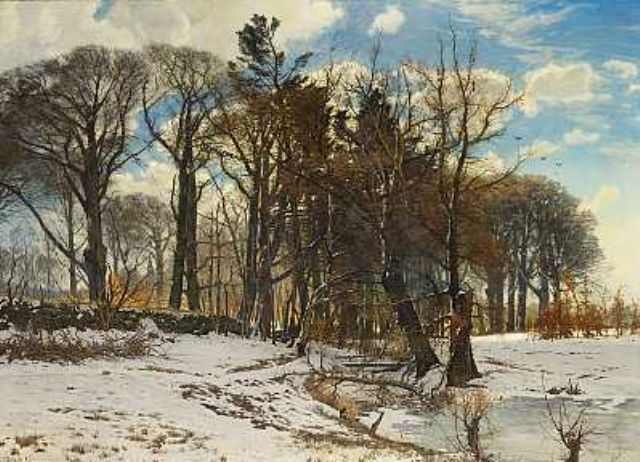
Een winterdag met bomens
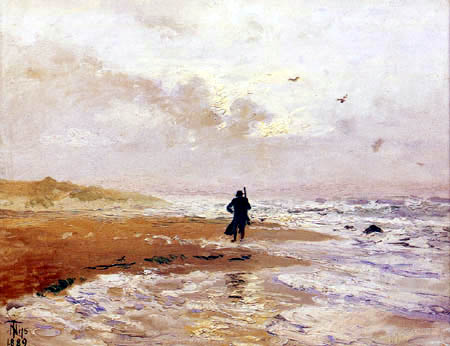
Het strand op Skagen
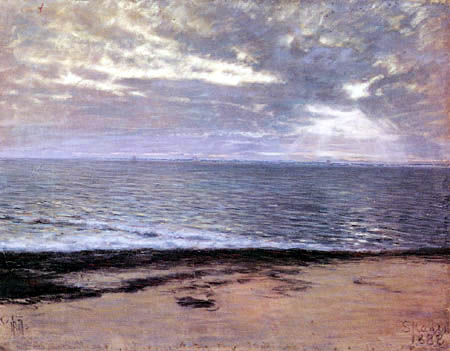
Ochtend aan het strand, Skagen
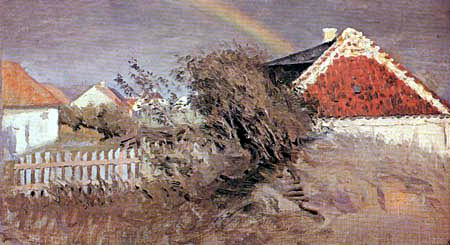
Het eerste atelier van P.S. Krøyer op Skagen